# 元春レイディオ・ショー
『元春レイディオ・ショー』（もとはるレイディオ・ショー、英：Motoharu Radio Show、略称：MRS）は、日本のミュージシャン、佐野元春が複数のラジオ放送局で出演（DJ）・選曲・企画構成を手掛けたラジオの音楽番組の共通のタイトルである。「元春レイディオ・ショー」の名称は、かつてNHK-FMで佐野が出演した深夜の音楽番組『サウンドストリート』の佐野担当日の副題であった。

## NHK-FM版（第2期）
元春レイディオ・ショー（もとはるレイディオ・ショー）は、2009年3月31日から2014年3月18日にかけて、NHK-FMで毎週火曜日（最終週を除く）に放送されていたラジオ番組。
「モア・ミュージック、レス・トーク」を番組の基本方針にしており、かかる曲はほとんどが洋楽。投書を寄せたリスナーの氏名やラジオネームは、基本的に敬称略で紹介される（「～さん」とはしない）。
2014年2月11日放送のエンディングで、番組の同年3月での終了が発表された。3月11日の放送では、オープニングテーマである「ラジオ・デイズ」をシングル版にアレンジした新バージョンをリスナーファンに向けてプレゼントした。3月18日、最終回の放送が終了し、番組は5年の歴史に幕を下ろした。

### テーマ曲（NHK-FM版）
- オープニング・テーマ - 佐野元春 「ラジオ・デイズ」(インストゥルメンタル)
- エンディング・テーマ - ブッカー・T&ザ・MG's 「Time Is Tight」
- トークBGM
  - グラント・グリーン 「抱きしめたい (I Want To Hold Your Hand)」
  - ソウライブ 「Shaheed」他

### コーナー（NHK-FM版）
- 3 Picks - 毎月、番組が推薦する3枚のアルバムを紹介する。
- Green People（グリーン・ピープル） - 環境問題に取り組む人や団体を取り上げるコーナー[1][2]。

## TBSラジオ版
SOUND AVENUE 905 元春レイディオ・ショー（サウンドアベニューきゅうまるご もとはるレイディオ・ショー）は、2015年9月29日から2016年3月22日まで、TBSラジオ『SOUND AVENUE 905』枠の火曜日担当として放送されたラジオ番組。

### テーマ曲（TBSラジオ版）
- オープニング・テーマ - 佐野元春＆ザ・コヨーテ・バンド 「境界線」 (インストゥルメンタル)

### 放送内容（TBSラジオ版）
- 2015/09/29 - 私のメインストリーム宣言 #1

## FM COCOLO版
THE MUSIC OF NOTE 元春レイディオショー（ザ・ミュージック・オブ・ノート もとはるレイディオ・ショー）は、FM COCOLOで2020年7月3日から同年9月25日にかけて放送されたラジオ音楽番組。
特別DJが1クール単位でリレー形式によって放送する特別番組枠「THE MUSIC OF NOTE」の2020年7月クールを佐野元春が担当した際、かつての番組名称「元春レイディオショー」を復活させた。

## プレイリスト・アーカイブ
2013年12月、佐野が主催するレーベル「DaisyMusic」が、「元春レイディオショー」のiPhoneアプリを公開した。NHK-FM版・TBS版の同番組や、『サウンドストリート 元春レイディオショー』のプレイリストを参照できる機能が搭載された。